# Ткачук, Анатолий Петрович
Анато́лий Петро́вич Ткачу́к (15 февраля 1937, Днепродзержинск — 17 сентября 2017, Москва) — советский гребец, выступавший за сборную СССР по академической гребле в середине 1960-х — начале 1970-х годов. Двукратный чемпион Европы, серебряный призёр чемпионата мира, победитель многих регат международного и всесоюзного значения, участник двух летних Олимпийских игр. Заслуженный мастер спорта СССР (1965). Также известен как преподаватель, доцент ГЦОЛИФК, кандидат педагогических наук.

## Биография
Анатолий Ткачук родился 15 февраля 1937 года в городе Днепродзержинске Днепропетровской области Украинской ССР.
Первого серьёзного успеха на взрослом международном уровне добился в сезоне 1964 года, когда вошёл в основной состав советской национальной сборной и одержал победу в распашных рулевых четвёрках на чемпионате Европы в Амстердаме. При этом его партнёрами были Виталий Курдченко, Борис Кузьмин, Владимир Евсеев и рулевой Анатолий Лузгин.
Благодаря череде удачных выступлений удостоился права защищать честь страны на летних Олимпийских играх в Токио — в зачёте четвёрок с рулевым занял итоговое пятое место.
В 1965 году тем же составом завоевал золотую медаль на европейском первенстве в Дуйсбурге.
В 1966 году в составе того же экипажа стал серебряным призёром чемпионата мира в Бледе, пропустив вперёд только команду из Восточной Германии.
На чемпионате Европы 1969 года в Клагенфурте выиграл серебряную медаль в восьмёрках, уступив на финише восточногерманскому экипажу.
Находясь в числе лидеров гребной сборной СССР, Ткачук благополучно прошёл отбор на Олимпийские игры 1972 года в Мюнхене. На сей раз стартовал в безрульных четвёрках совместно с Игорем Кашуровым, Александром Мотиным и Виталием Сапроновым — показал в финале четвёртый результат, немного не дотянув до призовых позиций.
За выдающиеся спортивные достижения удостоен почётного звания «Заслуженный мастер спорта СССР» (1965).
В 1968 году окончил Московский институт стали и сплавов. После завершения спортивной карьеры в течение многих лет работал преподавателем на кафедре теории и методики гребного спорта в Российском государственном университете физической культуры, спорта, молодёжи и туризма. Автор множества научных работ и учебно-методических пособий. Кандидат педагогических наук (1989). Доцент (1990). Руководил комплексной научной группой сборной команды России по академической гребле, занимал должность директора научно-технологического центра исследовательской практики Российской государственной академии физической культуры.
Умер 17 сентября 2017 года в возрасте 80 лет.